# ماتيا كورادي
ماتيا كورادي (بالإيطالية: Mattia Corradi)‏ (12 يناير 1990 في إيطاليا - ) هو لاعب كرة قدم إيطالي في مركز الوسط. لعب مع نادي برو فيرتشيلي ونادي مونزا وAC Mezzocorona ‏ وUC AlbinoLeffe ‏.